# Wilson Sporting Goods
De Wilson Sporting Goods Company is een Amerikaanse fabrikant van sportartikelen uit Chicago.
Het bedrijf is vooral bekend om zijn tennisrackets, maar het produceert verder ook sportmaterialen voor andere sporten.

## Geschiedenis
Wilson werd in 1913 opgericht als de Ashland Manufacturing Company als onderdeel van Wilson & Co.. Een jaar later begon men met het maken van racketsnaren en vioolsnaren. In 1915 werd Thomas E. Wilson de directeur van het bedrijf en hij richtte zich volledig op de markt voor sportproducten, ook vernoemde hij het bedrijf naar zichzelf (Thomas E. Wilson Co.). In de jaren erna werden vele concurrenten overgenomen en groeide het bedrijf explosief. In 1931 kreeg het bedrijf zijn huidige naam. Na de Tweede Wereldoorlog groeide het bedrijf uit tot de grootste sportartikelenproducent in de Verenigde Staten.
In 1967 werd het moederbedrijf Wilson & Co overgenomen, hierop werd de sportafdeling verkocht aan PepsiCo. In de jaren 80 scheidde Wilson af van PepsiCo, om in 1989 eigendom te worden van het Finse Amer Sports.

## Sponsorschap
Vele toptennissers spelen met rackets van Wilson, o.a. Pete Sampras en Stefan Edberg speelden met Wilson-rackets. Tegenwoordig worden onder andere Roger Federer, Serena Williams, Venus Williams en Juan Martín del Potro gesponsord.